# Campionati del mondo di ciclismo su strada 2010 - Cronometro maschile Under-23
La cronometro individuale maschile Under-23 dei Campionati del mondo di ciclismo su strada 2010 è stata corsa il 29 settembre nell cittadina di Geelong, in Australia, e ha affrontato un percorso totale di 31,6 km. È stata vinta dallo statunitense Taylor Phinney.

## Percorso
Il percorso si snodava interamente lungo un circuito tra le vie della cittadina di Geelong, a pochi chilometri da Melbourne. Il circuito era leggermente differente da quello delle cronometro élite e veniva percorso due volte; la partenza era situata lungo Moorabool Street e il percorso affrontava già un breve tratto in salita fino all'incrocio con McKillop Street, da cui una discesa di quasi due chilometri portava in Barrabool Road. Qui si affrontava un tratto rettilineo lungo il Barwon River, fino alla rotatoria con Shannon Avenue, in cui si girava a destra in Mount Pleasant Road. Lasciato il tratto rettilineo, il percorso affrontava una serie di sali-scendi che potevano mettere alla prova la resistenza dei partecipanti. Da Mt Pleasant Rd ci si immetteva in Scenic Road, dove si raggiungeva il punto più alto del circuito. Da questo, il percorso scendeva fino a Queens Park Road affrontando una discesa di 2,5 km in cui si potevano raggiungere i 100 km/h. Terminata la discesa, un nuovo strappo portava in Aphrasia Street ed era seguito da una seconda lunga discesa lungo Pakington Street, Church Street e Glenleith Avenue che portava sulla costa dell'oceano, un tratto vallonato ma tuttavia molto veloce. A differenza delle cronometro élite, che passavano attraverso il giardino botanico di Geelong, il percorso del circuito Under-23 piegava subito verso sud ritornando in Moorabool Street dove era situato l'arrivo lungo un viale in salita.

## Squadre e corridori partecipanti
Ogni nazione poteva iscrivere quattro atleti e schierarne due in gara. I campioni continentali uscenti potevano essere iscritti in aggiunta ai due partecipanti iscritti.
- Europa:  Alex Dowsett
- America:  Benjamin King
- Africa:  Reinardt Janse van Rensburg
- Asia:  King Lok Cheung
- Oceania:  Michael Matthews

I 41 partecipanti sono stati suddivisi in quattro gruppi, per dar modo ai corridori di ogni gruppo di terminare i due giri del circuito prima di iniziare con il turno successivo.
| Gruppo 1 | Gruppo 1              | Gruppo 1 | Gruppo 2 | Gruppo 2                 | Gruppo 2 | Gruppo 3 | Gruppo 3                | Gruppo 3 | Gruppo 4 | Gruppo 4        | Gruppo 4 |
| -------- | --------------------- | -------- | -------- | ------------------------ | -------- | -------- | ----------------------- | -------- | -------- | --------------- | -------- |
| 41       | Frayre Moctezuma Eder | 39º      | 30       | Sjarhej Papok            | 37º      | 20       | David Boily             | 25º      | 10       | King Lok Cheung | 36º      |
| 40       | Arthur Van Overberghe | 14º      | 29       | Andrew Talansky          | 15º      | 19       | Martijn Keizer          | 27º      | 9        | Jesús Herrada   | 8º       |
| 39       | Jimmi Sørensen        | 17º      | 28       | Ramūnas Navardauskas     | 30º      | 18       | Evaldas Šiškevičius     | 29º      | 8        | Geoffrey Soupe  | 10º      |
| 38       | Michael Vink          | 28º      | 27       | Johan Le Bon             | 11º      | 17       | Andreas Hofer           | 35º      | 7        | Blaž Jarc       | 18º      |
| 37       | Nikita Novikov        | 20º      | 26       | Michał Kwiatkowski       | 38º      | 16       | Piotr Gawroński         | 21º      | 6        | Marcel Kittel   | 3º       |
| 36       | Hugo Houle            | 32º      | 25       | Javier Eduardo Gómez     | 19º      | 15       | Gianluca Leonardi       | 13º      | 5        | Tom Dumoulin    | 7º       |
| 35       | Luke Durbridge        | 2º       | 24       | Guillaume Van Keirsbulck | 34º      | 14       | Sebastian Balck         | 22º      | 4        | Evgenij Kovalëv | 26º      |
| 34       | Matteo Mammini        | 6º       | 23       | Shem Rodger              | 23º      | 13       | Andrėj Krasilnikaŭ      | 9º       | 3        | Benjamin King   | 16º      |
| 33       | Silvan Dillier        | 40º      | 22       | Rohan Dennis             | 5º       | 12       | Rasmus Christian Quaade | R        | 2        | Alex Dowsett    | 31º      |
| 32       | Daniil Fominych       | 24º      | 21       | Jakub Novak              | 12º      | 11       | Taylor Phinney          | 1º       | 1        | Nélson Oliveira | 4º       |
| 31       | Fábio Silvestre       | 33º      |          |                          |          |          |                         |          |          |                 |          |

## Classifica (Top 10)
| Pos. | Corridore          | Squadra     | Tempo     |
| ---- | ------------------ | ----------- | --------- |
| 1    | Taylor Phinney     | Stati Uniti | 42'50"29  |
| 2    | Luke Durbridge     | Australia   | a 1"90    |
| 3    | Marcel Kittel      | Germania    | a 24"01   |
| 4    | Nélson Oliveira    | Portogallo  | a 27"96   |
| 5    | Rohan Dennis       | Australia   | a 46"87   |
| 6    | Matteo Mammini     | Italia      | a 49"88   |
| 7    | Tom Dumoulin       | Paesi Bassi | a 1'06"55 |
| 8    | Jesús Herrada      | Spagna      | a 1'18"48 |
| 9    | Andrėj Krasilnikaŭ | Bielorussia | a 1'35"62 |
| 10   | Geoffrey Soupe     | Francia     | a 1'38"21 |